# Li (huyện)
Li (tiếng Thái: ลี้) là huyện (amphoe) cực nam của tỉnh Lamphun, miền bắc Thái Lan.

## Lịch sử
Li district được thành lập vào năm 1911. Ban đầu tên là Mueang Li, sau đó được rút ngắn thành Li năm 1917.

## Địa lý
Các huyện giáp ranh (từ phía bắc theo chiều kim đồng hồ): Ban Hong, Thung Hua Chang của tỉnh Lamphun, Soem Ngam, Thoen, Mae Phrik của tỉnh Lampang, Sam Ngao của tỉnh Tak, Doi Tao, Hot và Chom Thong của tỉnh Chiang Mai.

## Hành chính
Huyện này được chia ra thành 8 phó huyện (tambon), các đơn vị này lại được chia thành 99 làng (muban). Có hai thị trấn(thesaban tambon) - Wang Din nằm trên một phần của tambon Li, và Mae Tuen nằm trên một phần của tambon cùng tên. Có 8 Tổ chức hành chính tambon.
| STT. | Tên       | Tên Thái | Số làng | Dân số |  |
| ---- | --------- | -------- | ------- | ------ |  |
| 1.   | Li        | ลี้        | 17      | 13.463 |  |
| 2.   | Mae Tuen  | แม่ตืน     | 17      | 11.617 |  |
| 3.   | Na Sai    | นาทราย   | 21      | 15.987 |  |
| 4.   | Dong Dam  | ดงดำ     | 6       | 3.128  |  |
| 5.   | Ko        | ก้อ       | 4       | 2.425  |  |
| 6.   | Mae Lan   | แม่ลาน    | 7       | 3.017  |  |
| 8.   | Pa Phai   | ป่าไผ่     | 14      | 9.734  |  |
| 9.   | Si Wichai | ศรีวิชัย    | 13      | 7.869  |  |

Con số gián đoạn không có trong bảng này 8 là tambon Ban Phai bị giải thể.